# J. Front Retailing
J. Front Retailing Co., Ltd. (J.フロント リテイリング株式会社 J. Furonto Riteiringu Kabushiki Kaisha?) é uma companhia varejeira japonesa, sediada em Tóquio.

## História
A companhia foi estabelecida em 2007.